# Nintendo Switch Online
Nintendo Switch Online（ニンテンドースイッチオンライン）は、Nintendo SwitchおよびNintendo Switch 2の有料オンラインサービスである。ニンテンドーネットワークの後継インターネットサービスで、任天堂の第3世代オンラインサービスにあたる。

## 概要
対象ソフトのオンラインプレイ、ファミリーコンピュータ・スーパーファミコン・ゲームボーイのタイトルが遊べるNintendo Classics、セーブデータのクラウド保存、スマートフォン向けアプリの利用など各種サービスを受けることができる。
また、「Nintendo Switch Online + 追加パック」に加入すると上記基本サービスに加え、NINTENDO 64・ゲームボーイアドバンス・ニンテンドー ゲームキューブ（Switch 2限定）のNintendo Classics、セガ メガドライブ for Nintendo Switch Onlineも利用できるようになる。また、対象ソフトの有料追加コンテンツが「+追加パック」加入者であれば追加料金無しでプレイ可能となる。
料金は個人プランとファミリープランを設けている。1か月・3か月・12か月から選択可能で、月数が増えるほどひと月あたりの料金が安くなる（+追加パックは12か月のみ）。
Nintendo Switchの新規ユーザーは7日間無料体験が可能となっており、マイニンテンドーポイントプログラム利用者向けにも7日間無料体験を不定期に実施しており、いずれの場合も提供される度に利用することができる。
Nintendo Switch OnlineのUI / UX設計はニンテンドーeショップのUI / UX設計を担当した任天堂のUI / UXデザイナーの藤野洋右が担当している。
Nintendo Switch OnlineはAmazon.comのAmazon Web Services（AWS）のクラウドサービスが採用されている。この事は2020年12月25日にアマゾンウェブサービスジャパンから明らかにされ、任天堂も「（オンラインゲームやサービスといった）需要拡大に容易に対応できている」とのコメントを発表している。
なお、任天堂は2025年1月にNintendo Switchの後継機である「Nintendo Switch 2」を発表したが、その後継機でも本サービスを継続利用することが可能であることを2024年11月に明らかにしている。その他、任天堂は直営ストアでの発売直後の人気のハードや周辺機器の抽選販売（転売対策）に、Nintendo Switch Onlineへの加入を条件の1つとして利用している。

## 沿革

### 2017年
- 1月13日 ‐ 東京ビッグサイトにて開催されたメディア・ビジネスパートナー向けの発表会「Nintendo Switch プレゼンテーション 2017」内で、Nintendo SwitchのオンラインサービスとしてNintendo Switch Onlineを発表。また、有料となる2017年秋の正式サービス開始に先駆けて、先行バージョンとして2017年3月3日からサービスが無料で展開されることを公表。
- 6月2日 ‐ Nintendo Switch Onlineの正式サービス開始が2017年秋から2018年への変更と料金プランを発表。
- 7月21日 ‐ Nintendo Switchと連動するスマートフォンアプリ「Nintendo Switch Online」を配信。

### 2018年
- 9月19日 ‐ Nintendo Switch Onlineの正式サービスを開始。

### 2019年
- 9月6日 ‐ スーパーファミコン Nintendo Switch Onlineのサービスを開始[8]。

### 2021年
- 7月29日 ‐ Nintendo Switch Onlineの機能「Online ラウンジ」の提供を終了[9]。
- 10月26日 ‐ Nintendo Switch Online + 追加パックのサービスを開始[10][11]。

### 2023年
- 2月9日 ‐ Nintendo Switch Onlineにてゲームボーイ Nintendo Switch Onlineを、Nintendo Switch Online + 追加パックにてゲームボーイアドバンス Nintendo Switch Onlineのサービスを開始[12]。

### 2024年
- 10月31日 - Nintendo Musicのサービスを開始。

### 2025年
- 5月29日 - スマートフォン向けアプリ「Nintendo Switch Online」の名称を「Nintendo Switch App」に変更し、未加入者でも利用できる機能が追加。
- 6月5日 - Nintendo Switch 2のNintendo Switch Online + 追加パックにてニンテンドー ゲームキューブ Nintendo Classicsのサービスを開始。同時にこれまでの任天堂ハードのソフトウェア名称も「Nintendo Classics」へ順次変更された[13]。

## 基本サービス

### オンラインプレイ
ほとんどの対応ソフトでオンラインプレイを利用するには、Nintendo Switch Onlineへの加入が必要になる（『フォートナイト』などの基本プレイ無料ゲームや利用券の購入でプレイできる『ドラゴンクエストX オンライン』などは除く）。また、Switch 1では後述のスマートフォンアプリを介したボイスチャット、Switch 2では本体機能のゲームチャットが利用できる。

#### ゲーム連携サービス
スマートフォン向けアプリ『Nintendo Switch App』と連携して、対応ソフトのゲームプレイをサポートする専用サービスやボイスチャットが利用できる。以下は、ゲーム連携サービスに対応した対応ソフトの内、Nintendo Switch Onlineへの加入が必要なもの。
- スプラトゥーン2（イカリング2）
- 大乱闘スマッシュブラザーズ SPECIAL（スマプラス）
- あつまれ どうぶつの森（タヌポータル）
- スプラトゥーン3（イカリング3）

### 加入者限定ゲーム
TETRIS 99
2019年2月14日より提供開始。開発元はアリカ。
最大99人のプレイヤーと対戦し、テトリス99の頂点「テト1」を目指す。後にオフラインモードなどの有料追加コンテンツが配信され、全ての追加コンテンツがあらかじめ収録されたパッケージ版が2019年8月9日に発売された。これにはNintendo Switch Onlineの12か月利用券も同梱された。
SUPER MARIO BROS. 35
2020年10月1日から2021年3月31日までの期間限定で提供された。開発元はアリカ。
最大35人のプレイヤーと対戦し、マリオ35の頂点「1位」を目指す。
PAC-MAN 99
2021年4月8日から2023年10月8日までの間に提供された。開発元はアリカ。
TETRIS 99と同じく最大99人のプレイヤーと対戦し、パックマン99の頂点「パック1」を目指す。こちらも同様に有料追加コンテンツがあり、全ての追加コンテンツがあらかじめ収録された『PAC-MAN 99 DXパック』などが配信された。
F-ZERO 99
2023年9月15日より提供開始。開発元はNintendo Software Technology Corporation。
TETRIS 99と同じく最大99人のプレイヤーと対戦する。

### セーブデータお預かり
対応ソフトのセーブデータを自動的にインターネットを通じて預かって保管する機能。万一の場合でも、預かったセーブデータはいつでも、どの本体でも、ダウンロードが可能となっている。また、一部のソフトはこの機能の対象外となっているため、対応可否はニンテンドーeショップで明示されている。

### 加入者限定商品
2本でお得 ニンテンドーカタログチケット
任天堂の発売タイトルのダウンロードソフト2本を9,980円で引き換えできるデジタルチケット。Switch 2専用ソフトは引き換え対象外。
購入から1年間、2枚のチケットはそれぞれ好きなタイミングで使用できる。4,990円以下のソフトは対象外。
本チケットの販売は2026年1月30日中までとなっている。
専用コントローラー
各クラシックゲーム専用のコントローラー。当時のかたち・大きさを再現し、Joy-Con同様にBluetoothによる無線接続。
- ファミリーコンピュータ コントローラー

2024年7月18日より一般販売に変更。『ファミリーコンピュータ Nintendo Classics』、『Nintendo World Championships ファミコン世界大会』専用。対応のゲームではマイクも使用可能。
- スーパーファミコン コントローラー

『スーパーファミコン Nintendo Classics』、『F-ZERO 99』専用。
- NINTENDO 64 コントローラー

『NINTENDO 64 Nintendo Classics』、『スーパーマリオ 3Dコレクション』(『64』のみ)専用。色はグレーのみ。振動機能が内蔵されている。なお、コントローラパックや64GBパックなどの周辺機器は接続できず、それらを使用する機能にも対応していない。
- ニンテンドー ゲームキューブ コントローラー

『ニンテンドー ゲームキューブ Nintendo Classics』専用。色はバイオレットのみ。振動機能が内蔵されている。対応のゲームではジャイロ操作も可能。
- セガ メガドライブ ファイティングパッド 6B

『セガ メガドライブ for Nintendo Switch Online』専用。
ゲーム内特典
- あつまれ どうぶつの森
  - 『あつまれ どうぶつの森』の家具
- 大乱闘スマッシュブラザーズ SPECIAL
  - スピリッツ育成セット
  - スピリッツ育成セット2 ～憧れの Lv. MAX～
- スーパーカービィハンターズ
  - スーパーカービィハンターズ ジェムリンゴ100個

### ミッション&ギフト
ミッションを達成すると獲得できるマイニンテンドープラチナポイントを使用し、加入者限定ギフトの「アイコンパーツ」やマイニンテンドーストア限定グッズと交換できる。「アイコンパーツ」は各ゲームタイトルをテーマにしたフレーム、キャラクター、背景を組み合わせてオリジナルの「ユーザーアイコン」を作成することができる。
交換できる「アイコンパーツ」の内容は時期によって異なる。毎月第1火曜日か毎月第1木曜日のどちらかから1か月ごとに異なるタイトルで配信する枠と、水曜日・金曜日にキャンペーンギフトとして不定期でタイトルが変わる枠がある。いずれも1週間ごとにタイトル内のラインナップが各曜日午前10時に入れ替わる。ただし、『あつまれ どうぶつの森』のみ各月が誕生月の全島民でキャラクターラインナップを固定し、毎月第1火曜日に入れ替わる。また、再配信の際は他の曜日に行われる。
| 配信期間          | タイトル                                       | 入れ替え | 備考     | 出典   |
| ----------------- | ---------------------------------------------- | -------- | -------- | ------ |
| 3月1日~4月4日     | スーパーマリオ オデッセイ①                     | 火曜日   |          | [ 15 ] |
| 3月1日~4月4日     | あつまれ どうぶつの森 3月誕生島民①             | -        |          | [ 15 ] |
| 4月5日~5月2日     | スプラトゥーン2                                | 火曜日   |          | [ 16 ] |
| 4月5日~5月2日     | あつまれ どうぶつの森 4月誕生島民①             | -        |          | [ 17 ] |
| 4月8日~5月6日     | 星のカービィ ディスカバリー                    | 金曜日   |          | [ 18 ] |
| 5月2日~6月7日     | マリオカート8 デラックス①                      | 火曜日   |          |        |
| 5月2日~6月7日     | あつまれ どうぶつの森 5月誕生島民①             | -        |          | [ 19 ] |
| 6月7日~7月5日     | ゼルダの伝説 ブレス オブ ザ ワイルド①          | 火曜日   |          | [ 20 ] |
| 6月7日~7月5日     | あつまれ どうぶつの森 6月誕生島民①             | -        |          | [ 21 ] |
| 6月10日~7月8日    | マリオストライカーズ バトルリーグ              | 金曜日   |          | [ 22 ] |
| 7月5日~8月2日     | スーパーマリオ オデッセイ②                     | 火曜日   |          |        |
| 7月5日~8月2日     | あつまれ どうぶつの森 7月誕生島民①             | -        |          | [ 23 ] |
| 7月21日~8月18日   | 星のカービィ ディスカバリー                    | 木曜日   | 再配信。 | [ 24 ] |
| 7月29日~9月2日    | ゼノブレイド3①                                 | 金曜日   |          | [ 25 ] |
| 8月2日~9月6日     | マリオカート8 デラックス②                      | 火曜日   |          | [ 26 ] |
| 8月2日~9月6日     | あつまれ どうぶつの森 8月誕生島民①             | -        |          | [ 26 ] |
| 8月31日~9月14日   | カービィのグルメフェス                         | 水曜日   |          | [ 27 ] |
| 9月6日~10月4日    | ファミリーコンピュータ Nintendo Switch Online  | 火曜日   |          | [ 28 ] |
| 9月6日~10月4日    | あつまれ どうぶつの森 9月誕生島民①             | -        |          | [ 28 ] |
| 9月9日~10月7日    | スプラトゥーン3①                               | 金曜日   |          | [ 29 ] |
| 10月4日~11月1日   | ゼルダの伝説 ブレス オブ ザ ワイルド②          | 火曜日   |          | [ 30 ] |
| 10月4日~11月1日   | あつまれ どうぶつの森 10月誕生島民①            | -        |          | [ 31 ] |
| 11月1日~12月6日   | スーパーマリオ オデッセイ③                     | 火曜日   |          |        |
| 11月1日~12月6日   | あつまれ どうぶつの森 11月誕生島民①            | -        |          | [ 32 ] |
| 11月18日~12月26日 | ポケットモンスター スカーレット・バイオレット① | 金曜日   |          | [ 33 ] |
| 12月1日~1月10日   | スプラトゥーン3②                               | 木曜日   |          | [ 34 ] |
| 12月1日~1月10日   | あつまれ どうぶつの森 12月誕生島民①            | -        |          | [ 35 ] |
| 12月23日~12月24日 | 星のカービィ ディスカバリー                    | -        | 再配信。 | [ 36 ] |
| 12月24日~12月25日 | スーパーマリオ オデッセイ                      | -        | 再配信。 | [ 36 ] |
| 12月25日~12月26日 | ゼルダの伝説 ブレス オブ ザ ワイルド           | -        | 再配信。 | [ 36 ] |
| 12月26日~12月27日 | マリオカート8 デラックス                       | -        | 再配信。 | [ 36 ] |
| 12月27日~12月28日 | ゼノブレイド3                                  | -        | 再配信。 | [ 36 ] |
| 12月28日~12月29日 | マリオストライカーズ バトルリーグ              | -        | 再配信。 | [ 36 ] |
| 12月29日~12月30日 | カービィのグルメフェス                         | -        | 再配信。 | [ 36 ] |
| 12月30日~12月31日 | ファミリーコンピュータ Nintendo Switch Online  | -        | 再配信。 | [ 36 ] |
| 12月31日~1月1日   | 星のカービィ ディスカバリー                    | -        | 再配信。 | [ 36 ] |

| 配信期間          | タイトル                                       | 入れ替え | 備考 | 出典   |
| ----------------- | ---------------------------------------------- | -------- | --- | ------ |
| 1月1日~1月2日     | スーパーマリオ オデッセイ                      | -        | 再配信。 | [ 37 ] |
| 1月2日~1月3日     | ゼルダの伝説 ブレス オブ ザ ワイルド           | -        | 再配信。 | [ 37 ] |
| 1月3日~1月4日     | マリオカート8 デラックス                       | -        | 再配信。 | [ 37 ] |
| 1月4日~1月5日     | ゼノブレイド3                                  | -        | 再配信。 | [ 37 ] |
| 1月5日~1月6日     | マリオストライカーズ バトルリーグ              | -        | 再配信。 | [ 37 ] |
| 1月6日~1月7日     | カービィのグルメフェス                         | -        | 再配信。 | [ 37 ] |
| 1月7日~1月8日     | ファミリーコンピュータ Nintendo Switch Online  | -        | 再配信。 | [ 37 ] |
| 1月10日~2月7日    | Nintendo Switch Sports①                        | 火曜日   | |        |
| 1月10日~2月7日    | あつまれ どうぶつの森 1月誕生島民①             | -        | | [ 38 ] |
| 1月20日~3月3日    | ファイアーエムブレム エンゲージ                | 金曜日   | | [ 39 ] |
| 2月7日~3月7日     | あつまれ どうぶつの森 2月誕生島民①             | -        | | [ 40 ] |
| 2月24日~3月24日   | 星のカービィ Wii デラックス                    | 金曜日   | | [ 41 ] |
| 3月3日~3月17日    | メトロイドプライム リマスタード①               | 金曜日   | | [ 42 ] |
| 3月7日~4月4日     | あつまれ どうぶつの森 3月誕生島民②             | -        | 公共施設の動物たちが新たに追加され、島住民は再配信。                                                                           | [ 43 ] |
| 3月24日~4月7日    | スプラトゥーン3③                               | 金曜日   | 再配信されているパーツもある。                                                                                                 | [ 44 ] |
| 4月4日~5月2日     | あつまれ どうぶつの森 4月誕生島民②             | -        | 公共施設の動物やロゴなどが新たに追加され、島住民は再配信。                                                                     | [ 45 ] |
| 4月7日~5月12日    | スーパーマリオ 3Dワールド + フューリーワールド | 金曜日   | |        |
| 4月27日~5月11日   | ゼルダの伝説 ブレス オブ ザ ワイルド           | 木曜日   | 再配信。 | [ 46 ] |
| 5月2日~6月6日     | あつまれ どうぶつの森 5月誕生島民②             | -        | 公共施設の動物やロゴなどが新たに追加され、島住民は再配信。                                                                     | [ 47 ] |
| 5月12日~5月26日   | ゼルダの伝説 ティアーズ オブ ザ キングダム①    | 金曜日   | | [ 48 ] |
| 5月26日~6月30日   | ゼノブレイド3②                                 | 金曜日   | フレームと背景は再配信。 | [ 49 ] |
| 6月6日~7月4日     | あつまれ どうぶつの森 6月誕生島民②             | -        | 公共施設の動物やロゴなどが新たに追加され、島住民は再配信。                                                                     | [ 50 ] |
| 6月23日~6月30日   | ファイアーエムブレム エンゲージ                | -        | 再配信。 |        |
| 6月22日~7月6日    | ピクミン①                                      | 木曜日   | | [ 51 ] |
| 6月30日~7月28日   | スプラトゥーン3④                               | 金曜日   | | [ 52 ] |
| 7月4日~8月1日     | あつまれ どうぶつの森 7月誕生島民②             | -        | 公共施設の動物やロゴなどが新たに追加され、島住民は再配信。                                                                     | [ 53 ] |
| 7月21日~8月11日   | ピクミン②                                      | 金曜日   | | [ 54 ] |
| 8月1日~9月5日     | あつまれ どうぶつの森 8月誕生島民②             | -        | 公共施設の動物やロゴなどが新たに追加され、島住民は再配信。                                                                     | [ 55 ] |
| 8月4日~9月8日     | ゼルダの伝説 ティアーズ オブ ザ キングダム②    | 金曜日   | | [ 56 ] |
| 8月9日~9月18日    | ポケットモンスター スカーレット・バイオレット② | 水曜日   | 再配信されているパーツもある。                                                                                                 | [ 57 ] |
| 8月10日~8月24日   | スプラトゥーン3                                | 金曜日   | 再配信。 | [ 58 ] |
| 9月1日~9月29日    | スプラトゥーン3⑤                               | 金曜日   | 再配信されているパーツもある。                                                                                                 | [ 59 ] |
| 9月5日~10月3日    | あつまれ どうぶつの森 9月誕生島民②             | -        | 公共施設の動物やロゴなどが新たに追加され、島住民は再配信。                                                                     | [ 60 ] |
| 9月29日~10月27日  | 帰ってきた 名探偵ピカチュウ                    | 金曜日   | | [ 61 ] |
| 10月3日~11月7日   | あつまれ どうぶつの森 10月誕生島民②            | -        | 公共施設の動物やロゴなどが新たに追加され、島住民は再配信。                                                                     | [ 62 ] |
| 10月20日~11月17日 | スーパーマリオブラザーズ ワンダー①             | 金曜日   | | [ 63 ] |
| 11月3日~11月24日  | 超おどる メイド イン ワリオ                    | 金曜日   | | [ 64 ] |
| 11月7日~12月5日   | あつまれ どうぶつの森 11月誕生島民②            | -        | 公共施設の動物やロゴなどが新たに追加され、島住民は再配信。                                                                     | [ 65 ] |
| 11月17日~12月8日  | スーパーマリオRPG                              | 金曜日   | | [ 66 ] |
| 11月28日~12月26日 | Happy Holidays①                                | -        | マリオシリーズ、スプラトゥーンシリーズ、ピクミンシリーズ、どうぶつの森シリーズ、ゼルダの伝説シリーズのキャラたちで構成される。 | [ 67 ] |
| 12月1日~12月8日   | スプラトゥーン3⑥                               | -        | | [ 68 ] |
| 12月5日~1月9日    | あつまれ どうぶつの森 12月誕生島民②            | -        | 公共施設の動物やロゴなどが新たに追加され、島住民は再配信。                                                                     | [ 69 ] |
| 12月8日~1月19日   | ポケットモンスター スカーレット・バイオレット③ | 金曜日   | 再配信されているパーツもある。                                                                                                 | [ 69 ] |
| 12月20日~1月9日   | スーパーマリオブラザーズ ワンダー②             | 水曜日   | 再配信されているパーツもある。                                                                                                 | [ 69 ] |
| 12月26日~12月28日 | 超おどる メイド イン ワリオ                    | -        | 再配信。 | [ 69 ] |
| 12月27日~12月29日 | メトロイドプライム リマスタード                | -        | 再配信。 | [ 69 ] |
| 12月28日~12月30日 | ファイアーエムブレム エンゲージ                | -        | 再配信。 | [ 69 ] |
| 12月29日~12月31日 | 帰ってきた 名探偵ピカチュウ                    | -        | 再配信。 | [ 69 ] |
| 12月30日~1月1日   | 星のカービィ Wii デラックス                    | -        | 再配信。 | [ 69 ] |
| 12月31日~1月2日   | ピクミン                                       | -        | 再配信。 | [ 69 ] |

| 配信期間          | タイトル                                        | 入れ替え | 備考 | 出典          |
| ----------------- | ----------------------------------------------- | -------- | --- | ------------- |
| 1月1日~1月3日     | スーパーマリオRPG                               | -        | 再配信。 | [ 70 ]        |
| 1月2日~1月4日     | 超おどる メイド イン ワリオ                     | -        | 再配信。 | [ 70 ]        |
| 1月3日~1月5日     | メトロイドプライム リマスタード                 | -        | 再配信。 | [ 70 ]        |
| 1月4日~1月6日     | ファイアーエムブレム エンゲージ                 | -        | 再配信。 | [ 70 ]        |
| 1月5日~1月7日     | 帰ってきた 名探偵ピカチュウ                     | -        | 再配信。 | [ 70 ]        |
| 1月6日~1月8日     | 星のカービィ Wii デラックス                     | -        | 再配信。 | [ 70 ]        |
| 1月7日~1月9日     | ピクミン                                        | -        | 再配信。 | [ 70 ]        |
| 1月8日~1月10日    | スーパーマリオRPG                               | -        | 再配信。 | [ 70 ]        |
| 1月10日~2月6日    | あつまれ どうぶつの森 1月誕生島民②              | -        | 公共施設の動物やロゴなどが新たに追加され、島住民は再配信。                                                                                                  | [ 71 ]        |
| 1月12日~2月16日   | ゼルダの伝説 ティアーズ オブ ザ キングダム③     | 金曜日   | | [ 72 ] [ 73 ] |
| 2月6日~3月5日     | あつまれ どうぶつの森 2月誕生島民②              | -        | 公共施設の動物やロゴなどが新たに追加され、島住民は再配信。                                                                                                  | [ 74 ]        |
| 2月15日~3月28日   | スプラトゥーン3⑦                                | 木曜日   | 再配信されているパーツもある。 | [ 75 ]        |
| 2月16日~3月1日    | マリオvs.ドンキーコング                         | 金曜日   | | [ 76 ]        |
| 2月22日~3月14日   | MOTHER                                          | 木曜日   | 2月22日から2月29日の期間はMOTHER、2月29日~3月7日の期間は、MOTHER2、3月7日~3月14日の期間は、MOTHER3のアイコンパーツとなる。                                  | [ 77 ]        |
| 3月5日~4月2日     | スーパーマリオワールド                          | -        | 本タイトルを期間中に遊ぶと交換できるようになる。 | [ 78 ]        |
| 3月22日~4月19日   | プリンセスピーチ Showtime!                      | 金曜日   | | [ 79 ]        |
| 4月2日~5月7日     | スーパーマリオ ヨッシーアイランド               | -        | 本タイトルを期間中に遊ぶと交換できるようになる。 |               |
| 5月2日~5月30日    | FOREVER BLUE LUMINOUS                           | 木曜日   | | [ 80 ]        |
| 5月7日~6月4日     | ゼルダの伝説 神々のトライフォース               | -        | 本タイトルを期間中に遊ぶと交換できるようになる。 |               |
| 5月14日~5月28日   | ゼルダの伝説 ティアーズ オブ ザ キングダム      | 火曜日   | 再配信。 | [ 81 ] [ 82 ] |
| 5月23日~6月20日   | ペーパーマリオRPG                               | 木曜日   | | [ 83 ]        |
| 6月1日~6月29日    | スプラトゥーン3⑧                                | 土曜日   | | [ 84 ]        |
| 6月4日~7月2日     | ドンキーコング                                  | -        | 本タイトルを期間中に遊ぶと交換できるようになる。『ファミリーコンピュータ Nintendo Switch Online』の時に配信されていたアイコンパーツが一部再配信されている。 |               |
| 6月19日~7月3日    | メトロイドプライム リマスタード②                | 水曜日   | | [ 85 ]        |
| 6月19日~7月10日   | メトロイド ドレッド                             | 水曜日   | | [ 85 ]        |
| 6月27日~7月25日   | ルイージマンション2 HD                          | 木曜日   | | [ 86 ]        |
| 7月2日~8月6日     | スーパーマリオブラザーズ2                       | -        | 本タイトルを期間中に遊ぶと交換できるようになる。 |               |
| 7月25日~8月15日   | Nintendo Switch Sports②                         | 木曜日   | 再配信されているパーツもある。 |               |
| 7月25日~8月15日   | Nintendo World Championships ファミコン世界大会 | 木曜日   | | [ 87 ]        |
| 8月6日~9月3日     | スーパードンキーコング                          | -        | 本タイトルを期間中に遊ぶと交換できるようになる。 |               |
| 8月14日~9月18日   | スプラトゥーン3⑨                                | 水曜日   | 再配信されているパーツもある。 | [ 88 ] [ 89 ] |
| 9月3日~10月1日    | ゼルダの伝説 夢をみる島DX                       | -        | 本タイトルを期間中に遊ぶと交換できるようになる。 |               |
| 9月26日~10月24日  | ゼルダの伝説 知恵のかりもの                     | 木曜日   | | [ 90 ]        |
| 10月1日~11月5日   | 星のカービィ スーパーデラックス                 | -        | 本タイトルを期間中に遊ぶと交換できるようになる。 |               |
| 10月17日~11月14日 | スーパー マリオパーティ ジャンボリー            | 木曜日   | | [ 91 ]        |
| 11月5日~12月3日   | スーパードンキーコング2                         | -        | 本タイトルを期間中に遊ぶと交換できるようになる。 |               |
| 11月7日~12日5日   | マリオ&ルイージRPG ブラザーシップ!              | 木曜日   | | [ 92 ]        |
| 11月19日~1月7日   | ポケットモンスター スカーレット・バイオレット④  | 火曜日   | |               |
| 11月25日~12月9日  | MOTHER2                                         | -        | 再配信。 | [ 93 ]        |
| 11月28日~12月26日 | Happy Holidays②                                 | -        | マリオシリーズ、スプラトゥーンシリーズ、ピクミンシリーズ、どうぶつの森シリーズ、ゼルダの伝説シリーズのキャラたちで構成される。                              |               |
| 12月3日~1月7日    | スーパーマリオランド2 6つの金貨                 | -        | 本タイトルを期間中に遊ぶと交換できるようになる。 |               |
| 12月26日~12月27日 | マリオvs.ドンキーコング                         | -        | 再配信。 |               |
| 12月27日~12月28日 | プリンセスピーチ Showtime!                      | -        | 再配信。 |               |
| 12月28日~12月29日 | ルイージマンション2 HD                          | -        | 再配信。 |               |
| 12月29日~12月30日 | ペーパーマリオRPG                               | -        | 再配信。 |               |
| 12月30日~12月31日 | FOREVER BLUE LIMINOUS                           | -        | 再配信。 |               |
| 12月31日~1月1日   | ゼルダの伝説 知恵のかりもの                     | -        | 再配信。 |               |

| 配信期間        | タイトル                                        | 入れ替え | 備考                                                     | 出典   |
| --------------- | ----------------------------------------------- | -------- | -------------------------------------------------------- | ------ |
| 1月1日~1月2日   | スーパー マリオパーティ ジャンボリー            | -        | 再配信。                                                 |        |
| 1月2日~1月3日   | マリオ&ルイージRPG ブラザーシップ!              | -        | 再配信。                                                 |        |
| 1月3日~1月4日   | Nintendo World Championships ファミコン世界大会 | -        | 再配信。                                                 |        |
| 1月4日~1月5日   | マリオvs.ドンキーコング                         | -        | 再配信。                                                 |        |
| 1月5日~1月6日   | プリンセスピーチ Showtime!                      | -        | 再配信。                                                 |        |
| 1月6日~1月7日   | ルイージマンション2 HD                          | -        | 再配信。                                                 |        |
| 1月7日~1月8日   | ペーパーマリオRPG                               | -        | 再配信。                                                 |        |
| 1月7日~2月4日   | ヨッシーのたまご                                | -        | 本タイトルを期間中に遊ぶと交換できるようになる。         |        |
| 1月8日~1月9日   | FOREVER BLUE LUMINOUS                           | -        | 再配信。                                                 |        |
| 1月9日~1月10日  | ゼルダの伝説 知恵のかりもの                     | -        | 再配信。                                                 |        |
| 1月10日~1月11日 | スーパー マリオパーティ ジャンボリー            | -        | 再配信。                                                 |        |
| 1月11日~1月12日 | マリオ&ルイージRPG ブラザーシップ!              | -        | 再配信。                                                 |        |
| 1月12日~1月13日 | Nintendo World Championships ファミコン世界大会 | -        | 再配信。                                                 |        |
| 1月16日~2月13日 | ドンキーコング リターンズ HD                    | 木曜日   |                                                          |        |
| 1月30日~3月20日 | Xenoblade Chronicles                            | 木曜日   | 再配信。                                                 |        |
| 2月4日~3月4日   | スーパーマリオカート                            | -        | 本タイトルを期間中に遊ぶと交換できるようになる。         |        |
| 3月4日~4月1日   | スーパーマリオブラザーズ3                       | -        | 本タイトルを期間中に遊ぶと交換できるようになる。         | [ 94 ] |
| 3月4日~4月1日   | スーパーマリオ64                                | -        | 本タイトルを期間中に遊ぶと交換できるようになる。再配信。 | [ 94 ] |

ソフトを遊ぶと交換できる過去に配信されたギフト
過去に配信されたギフトのタイトルを直近30日以内に3回以上遊ぶと交換できるようになる。ギフトごとに更新頻度は異なる。また、対象ソフトの更新は、不定期なため以下の表は『ソフトを遊ぶと交換できる過去に配信されたギフト』の対象ソフトを示す。
| タイトル                                       | 備考 |
| ---------------------------------------------- | ---- |
| あつまれ どうぶつの森                          |      |
| スーパーマリオ オデッセイ                      |      |
| マリオカート8 デラックス                       |      |
| スーパーマリオ 3Dワールド + フューリーワールド |      |
| スーパーマリオブラザーズ ワンダー              |      |

### いっせいトライアル
対象のダウンロードソフトを期間限定でまるごと遊べるイベント。
| 期間                     | タイトル                                                                      | 出典    |
| ------------------------ | ----------------------------------------------------------------------------- | ------- |
| 2019年8月5日 - 11日      | 進め! キノピオ隊長                                                            | [ 95 ]  |
| 2020年1月20日 - 26日     | ファイアーエムブレム無双                                                      | [ 96 ]  |
| 2020年2月24日 - 3月1日   | Dead Cells                                                                    | [ 97 ]  |
| 2020年3月27日 - 4月5日   | ARMS                                                                          | [ 98 ]  |
| 2020年5月18日 - 24日     | Celeste                                                                       | [ 99 ]  |
| 2020年7月28日 - 8月2日   | ポッ拳 POKKÉN TOURNAMENT DX                                                   | [ 100 ] |
| 2020年8月10日 - 16日     | オバケイドロ!                                                                 | [ 101 ] |
| 2020年9月21日 - 27日     | 魔界戦記ディスガイア5                                                         | [ 102 ] |
| 2020年10月13日 - 20日    | オーバーウォッチ                                                              | [ 103 ] |
| 2020年11月2日 - 8日      | ルーンファクトリー4 スペシャル                                                | [ 104 ] |
| 2020年12月7日 - 13日     | Overcooked 2                                                                  | [ 105 ] |
| 2021年1月25日 - 31日     | Ultimate Chicken Horse                                                        | [ 106 ] |
| 2021年3月1日 - 7日       | スチームワールドディグ2                                                       | [ 107 ] |
| 2021年3月29日 - 4月4日   | Unrailed!                                                                     | [ 108 ] |
| 2021年4月19日 - 25日     | Good Job!                                                                     | [ 109 ] |
| 2021年5月17日 - 23日     | イースVIII -Lacrimosa of DANA-                                                | [ 110 ] |
| 2021年7月5日 - 11日      | 戦場のヴァルキュリア                                                          | [ 111 ] |
| 2021年7月19日 - 25日     | ことばのパズル もじぴったんアンコール                                         | [ 112 ] |
| 2021年8月9日 - 15日      | Minecraft Dungeons                                                            | [ 113 ] |
| 2021年9月13日 - 19日     | DAEMON X MACHINA                                                              | [ 114 ] |
| 2021年10月18日 - 24日    | すばらしきこのせかい -Final Remix-                                            | [ 115 ] |
| 2021年11月29日 - 12月5日 | ふたりで! にゃんこ大戦争                                                      | [ 116 ] |
| 2022年1月7日 - 14日      | ゴルフストーリー                                                              | [ 117 ] |
| 2022年2月22日 - 28日     | ネコ・トモ スマイルましまし                                                   | [ 118 ] |
| 2022年4月4日 - 10日      | DEEMO                                                                         | [ 119 ] |
| 2022年4月28日 - 5月5日   | バディミッション BOND                                                         | [ 120 ] |
| 2022年5月30日 - 6月6日   | テラリア                                                                      | [ 121 ] |
| 2022年6月13日 - 19日     | Stardew Valley                                                                | [ 122 ] |
| 2022年7月4日 - 10日      | ドラえもん のび太の牧場物語                                                   | [ 123 ] |
| 2022年8月8日 - 14日      | 釣りスピリッツ Nintendo Switchバージョン                                      | [ 124 ] |
| 2022年9月16日 - 23日     | マリオ+ラビッツ キングダムバトル                                              | [ 125 ] |
| 2022年10月21日 - 27日    | ブラッドステインド:リチュアル・オブ・ザ・ナイト                               | [ 126 ] |
| 2022年11月21日 - 27日    | コーヒートーク                                                                | [ 127 ] |
| 2023年1月13日 - 19日     | いっしょにチョキッと スニッパーズ プラス                                      | [ 128 ] |
| 2023年2月13日 - 19日     | 塊魂アンコール                                                                | [ 129 ] |
| 2023年3月20日 - 26日     | FIFA 23 Legacy Edition                                                        | [ 130 ] |
| 2023年5月1日 - 7日       | ケイデンス・オブ・ハイラル: クリプト・オブ・ネクロダンサー feat. ゼルダの伝説 | [ 131 ] |
| 2023年7月14日 - 20日     | 紙がない!                                                                     | [ 132 ] |
| 2023年7月14日 - 20日     | Storyteller                                                                   | [ 132 ] |
| 2023年7月14日 - 20日     | 7 Days to End with You                                                        | [ 132 ] |
| 2023年8月25日 - 31日     | Spiritfarer                                                                   | [ 133 ] |
| 2023年9月25日 - 10月1日  | ムーンライター 店主と勇者の冒険                                               | [ 134 ] |
| 2023年10月9日 - 15日     | Eastward                                                                      | [ 135 ] |
| 2023年11月6日 - 12日     | 天穂のサクナヒメ                                                              | [ 136 ] |
| 2023年11月20日 - 26日    | Behind the Frame 〜とっておきの景色を〜                                       | [ 137 ] |
| 2024年3月25日 - 31日     | Hollow Knight                                                                 | [ 138 ] |
| 2024年7月29日 - 8月4日   | ウルトラ怪獣モンスターファーム                                                | [ 139 ] |
| 2024年8月19日 - 25日     | ヒューマン フォール フラット                                                  | [ 140 ] |
| 2024年10月7日 - 14日     | Among Us                                                                      | [ 141 ] |
| 2024年11月15日 - 21日    | PowerWash Simulator                                                           | [ 142 ] |
| 2025年2月17日 - 24日     | Vampire Survivors                                                             | [ 143 ] |
| 2025年5月2日 - 4日       | UNDERTALE                                                                     | [ 144 ] |
| 2025年5月9日 - 11日      | 不思議のダンジョン 風来のシレン6 とぐろ島探検録                               | [ 144 ] |
| 2025年5月16日 - 18日     | ENDER LILIES: Quietus of the Knights                                          | [ 144 ] |
| 2025年5月23日 - 25日     | オバケイドロ!                                                                 | [ 144 ] |

### Nintendo Music
ゲーム音楽配信サービスのスマートフォン向けアプリ。2024年10月31日配信開始。利用にはNintendo Switch Onlineへの加入が必要だが、追加料金は不要。

## +追加パック限定サービス

### 有料追加コンテンツ
+追加パック加入中のみ、対象ソフトの有料追加コンテンツが単品購入せずともプレイ可能になる。
- マリオカート8 デラックス コース追加パス
- あつまれ どうぶつの森 ハッピーホームパラダイス
- スプラトゥーン2 オクト・エキスパンション

### Nintendo Switch 2 Edition アップグレードパス
+追加パック加入中のみ、以下のNintendo Switch 2 Editionソフトのアップグレードパスが無料でプレイ可能になる。
- ゼルダの伝説 ブレス オブ ザ ワイルド Nintendo Switch 2 Edition アップグレードパス
- ゼルダの伝説 ティアーズ オブ ザ キングダム Nintendo Switch 2 Edition アップグレードパス

### ユーザーアイコン（アイコンパーツ）
| 初回配信期間               | タイトル                    | 入れ替え |
| -------------------------- | --------------------------- | -------- |
| 2022年11月2日-12月7日      | スーパーマリオ64            | なし     |
| 2022年11月2日-12月7日      | ゼルダの伝説 ムジュラの仮面 | なし     |
| 2022年11月2日-12月7日      | 星のカービィ64              | なし     |
| 2022年12月7日-2023年1月6日 | ゼルダの伝説 時のオカリナ   | なし     |
| 2022年12月7日-2023年1月6日 | F-ZERO X                    | なし     |
| 2022年12月7日-2023年1月6日 | ヨッシーストーリー          | なし     |
| 2023年1月6日-2月3日        | マリオカート64              | なし     |
| 2023年1月6日-2月3日        | スターフォックス64          | なし     |
| 2023年1月6日-2月3日        | マリオストーリー            | なし     |